# Карстен, Людвиг
Людвиг Карстен (норв. Ludvig Karsten; 8 мая 1876, Кристиания — 19 октября 1926, Париж) — норвежский художник-постимпрессионист.

## Жизнь и творчество
Родился в семье архитектора, с 13-летнего возраста систематически брал уроки рисования. В 1893 совершил учебную поездку в фюльке Телемарк, где писал пейзажи северной природы и портреты. После окончания средней школы в 1895 году совершил путешествие в Италию, жил в Риме, Флоренции, затем в Мюнхене. В 1896 путешествовал по Испании, некоторое время жил в Мадриде.
В 1898 вернулся на родину, несколько месяцев служил на военном флоте гардемарином. После демобилизации жил и работал в Мюнхене (картина «Адам и Ева»). Осенью 1900 стажировался в модельной живописи в Париже. В 1901 вернулся в Норвегию, в Асгардстранде написал полотна «Двое мужчин» и «Три мальчика», которые в том же году выставлялись на Осеннем салоне в Кристиании.
Затем уехал во Францию. В Париже посещал Лувр с целью копирования картин старых мастеров. Отличался особо причудливым, «богемным» образом жизни. «Прославился» своим пьянством и неукротимым темпераментом; после скандала и драки с поэтом Нильсом Вогтом стал «персоной нон грата» среди живущих в Париже норвежских писателей и художников.
Творчество Л. Карстена развивалось под влиянием работ Э. Мунка, А. Матисса и других французских художников-авангардистов. Его первая персональная выставка состоялась в галерее Блумквист в сентябре-октябре 1904 года в Кристиании, вызвала смешанные чувства и неоднозначные оценки художественной критики.
В 1905 навещал Э. Мунка в Асгардстранде; Мунк написал большой портрет Карстена. В это же время между ними произошёл пьяный скандал, приведший к разрыву. Позднее Мунк запечатлел это событие в одной из своих гравюр.
С 1910 жил преимущественно в Копенгагене. В 1920 купил дом в Скагене.
Был хорошо известен своими луврскими копиями работ Якопо Бассано, Хосе де Риберы, Рембрандта. Его последней картиной был портрет дочери Алисы, навестившей художника в Париже в 1926 году.
В 1913—1917 годах был женат на скульпторе-датчанке Миссе Фредерике Хаслунд (1886—1943). Скончался в Париже в результате несчастного случая, после падения с крутой высокой лестницы.
Работы находятся во многих художественных музеях Скандинавии, в особенности в Норвежской национальной галерее в Осло.

## Галерея

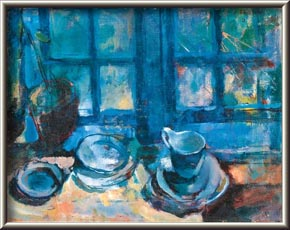
Голубая кухня (1913)
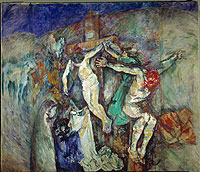
Депозиция (1925)
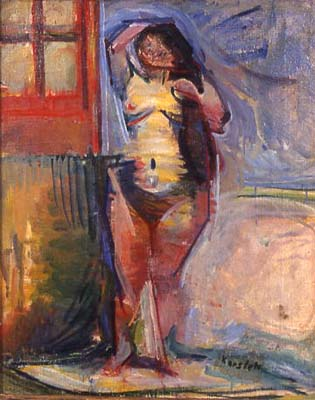
Стоящая обнажённая (1910)
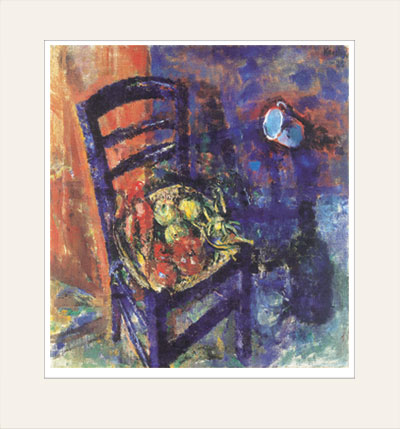
Синий стул
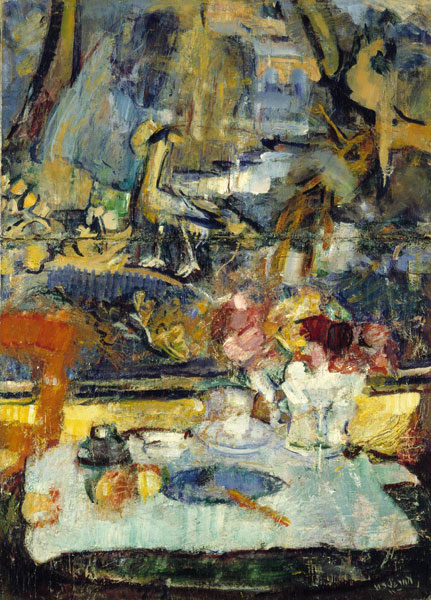
Гобелен (1911)
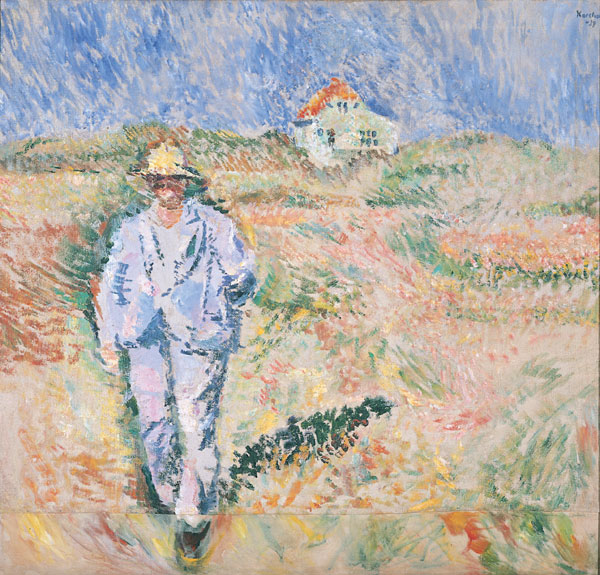
Мужчина и скагенский пейзаж (1924)
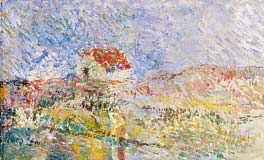
Скагенский этюд
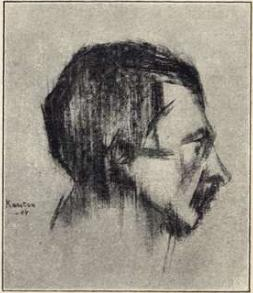
Портрет писателя Нильса Кьера